# El porqué de las cosas
|  | No s'ha de confondre amb El perquè de tot plegat (llibre). |

El porqué de las cosas (en català, El perquè de les coses) fou un àlbum de cromos publicat el gener de 1971 per Bimbo. Dedicat a la divulgació científica i adreçat a un públic juvenil, l'àlbum va tenir una gran difusió a tot l'estat espanyol en uns moments en què les col·leccions de cromos hi gaudien de gran seguiment entre nens i joves. S'ha dit que, juntament amb altres col·leccions també populars durant la dècada de 1970 -com ara Vida y Color-, aquest àlbum va ajudar a descobrir els enigmes de la ciència i el perquè de moltes coses a tota una generació.
La idea d'El porqué de las cosas era despertar l'interès dels infants per la ciència i l'aprenentatge tot proposant-los preguntes aparentment senzilles, les quals eren aclarides en els cromos corresponents, com ara «Per què el sol no es consumeix en flames?», «Qui va inventar el gelat?» o «Per què hi ha senyors calbs?». En alguns casos, les respostes eren sorprenents, mentre que en d'altres, la mateixa pregunta ja sorprenia pel seu enginy. L'èxìt de la iniciativa en va propiciar dues seqüeles: El porqué de las cosas 2 (1972) i El porqué de las cosas 3 (1973). El 2005, 35 anys després de la creació del primer de la trilogia, Bimbo en va fer una reedició commemorativa tot respectant el format original de la col·lecció i recuperant un total de 100 preguntes dels tres àlbums.

## Història
Bimbo, empresa originària de Mèxic, s'havia implantat a Catalunya el 1964 (amb fàbrica a Granollers) i ben aviat havia començat a publicar àlbums de cromos educatius, començant per La vuelta al mundo con Bimbo el 1967. Cal dir que la pràctica d'editar aquesta mena d'àlbums era habitual a la casa matriu, que n'havia publicat abans uns quants a Mèxic, entre ells l'Album Bimbo de conocimientos universales (1963).
El projecte d'El porqué de las cosas es començà a gestar a la Fonda Europa de Granollers, durant els dinars que hi feien diàriament els membres de l'equip directiu de Bimbo. Segons s'explica, un d'aquests directius, que sempre s'estava fent preguntes, va demanar en un d'aquests dinars qui podia explicar-li per què l'aigua del mar era salada. Una pregunta va portar a l'altra, i entre tots van concloure que hi havia qüestions aparentment molt senzilles però que eren difícils de respondre. Arran d'aquesta anècdota, poc després Josep Mussons (un dels fundadors de Bimbo a Catalunya i aleshores director de l'empresa) decidí de fer un àlbum que expliqués el perquè de les coses, pensant que aquesta iniciativa seria bona per a impulsar el coneixement d'una forma entretinguda, no només per als menuts sinó per a totes les franges d'edat.
Per tal de crear el material didàctic per a aquest projecte, Bimbo es va posar en contacte amb l'editorial Bruguera i fou un dels seus creatius, Josep Ilario, qui va desenvolupar la idea original de Mussons. Un cop enllestit l'àlbum, Bimbo endegà una campanya de màrqueting consistent a enviar representants de l'empresa als col·legis i, un cop allà, anaven classe per classe i regalaven als nens àlbums i alguns cromos per a començar la col·lecció, una estratègia que també varen emprar els editors de Vida y Color i els d'Hombres, razas y costumbres entre d'altres. A més a més, diverses escoles de l'època es varen mostrar interessades per l'àlbum i demanaren a Bimbo que els en facilités alguns exemplars per tal de fer-los servir com a material didàctic.
La gran repercussió que tingué aquest àlbum ha fet que, fins i tot, actualment els ornitòlegs espanyols facin servir el terme "bimbo" per a designar l'observació d'una espècie nova d'ocell. L'origen d'aquesta accepció data de 1976, quan els naturalistes Jordi Sargatal i Martí Boada, durant un viatge als Països Baixos, varen començar a emprar el terme com a símil per al col·leccionisme d'espècies d'ocells. D'alguna manera, el fet d'observar espècies diferents era «com col·leccionar cromos de la Bimbo».

## Característiques[calcitació]
L'àlbum mesura 21,5 x 30 cm aproximadament, té 48 pàgines i la col·lecció completa consta de 211 cromos a color (tots ells, dibuixos obra d'Isidre Monés) per a aconseguir els quals calia comprar algun dels productes Bimbo en què s'hi incloïen com a obsequi dins l'embolcall (en un sobre tancat, amb tres o quatre unitats). Els cromos eren del tipus tradicional (calia fer servir cola per a enganxar-los a l'àlbum), i els productes que en duien eren aquests:
- Bony
- Bucanero
- Bimbollos
- Madalenas
- Redondas
- Barritas de fruta
- Bizcochito

### Fitxa tècnica
1. ↑  Dins de diversos productes de brioixeria Bimbo

### Estructura
L'àlbum s'estructura en mosaics a doble pàgina o a pàgina única, cadascun centrat en un tema concret, sobre el qual cal enganxar-hi els cromos adients (uns 5 o 6 per pàgina). Normalment, els cromos completen una imatge gran, o bé segueixen un esquema determinat de forma correlativa. Cadascun d'aquests mosaics o composicions és independent de l'anterior.
L'obra se subdivideix en els següents capítols:
- Títols de crèdit (p. 1)
- Este álbum pertenece a (p. 2)
- Introducción (p. 3)
- Sumario (p. 4-5)
- 32 mosaics temàtics:

1. El cos humà (p. 6-7)
2. ¿Qué es la metamorfosis? (p. 8)
3. ¿Por qué crecen las plantas? (p. 9)
4. La flotabilitat (p. 10)
5. La ciutat (p. 11)
6. El port (p. 12)
7. Diversos (la ciutat) (p. 13)
8. Els aliments (p. 14)
9. La salut (p. 15-16)
10. La son (p. 17)
11. La muntanya (p. 18)
12. La platja (p. 19)
13. El camp (p. 20-21)
14. L'hivern (p. 22-23)
15. ¿Cómo se hace un libro? (p. 24-25)
16. La pluja/Diversos (p. 26-27)
17. Els ocells (p. 28)
18. Les plantes (p. 29)
19. Els ponts (p. 30)
20. El mar (p. 31)
21. La gravetat (p. 32)
22. ¿Cómo se hace el pan? (p. 33)
23. ¿Cómo se hace una fotografía? (p. 34)
24. ¿Cómo se hace una película de dibujos animados? (p. 35)
25. El telèfon (p. 36)
26. ¿Por qué funciona la televisón? (p. 37)
27. ¿Qué es el petróleo? (p. 38-39)
28. La nit i el dia (p. 40-41)
29. L'electricitat (p. 42)
30. ¿Por qué sabe el hombre del tiempo que lloverá? (p. 43)
31. Els avions (p. 44)
32. L'exploració espacial (p. 45-46)

- Indice (p. 47-48)

### Mostra de preguntes
Tot seguit, una petita tria representativa amb preguntes que apareixen a la col·lecció (totes elles, en castellà a l'original):
- «Per què plorem?» (p. 7)
- «Per què tenim set?» (p. 7)
- «Per què hi ha senyors calbs?» (p. 11)
- «Per què els nens han d'anar a l 'escola?» (p. 11)
- «Per què les cebes fan plorar?» (p. 14)
- «Per què hi ha muntanyes?» (p. 18)
- «Per què els vidres s'entelen?» (p. 22)
- «Per què la neu és tan freda?» (p. 22)
- «Per què el cel és blau?» (p. 41)
- «Què és la barrera del so?» (p. 44)

## Realització
Tot seguit, els títols de crèdit de l'àlbum:
- Il·lustracions: Isidre Monés
- Portada: Danis, SA
- Muntatge i realització: Editorial Bruguera, SA
- Respostes: Esteban Díez i Vicente-Domingo Palomares
- Edició: Ibis, SA (edició especial per a Bimbo, SA)